# Barocco polacco
Il Barocco polacco si sviluppò dall'inizio del XVII alla metà del XVIII secolo. Come nel caso dello stile barocco altrove in Europa, il Barocco in Polonia enfatizzava la ricchezza e il potere trionfante delle forme d'arte contemporanea. In contrasto con il precedente stile del Rinascimento, che cercava di raffigurare la bellezza e l'armonia della natura, gli artisti barocchi tentavano di creare la loro visione del mondo. Il risultato fu molteplice, considerato da alcuni critici come grandioso e drammatico, ma talvolta anche caotico e disarmonico e e permeato di affettazione ed esaltazione religiosa, riflettendo così i tempi turbolenti dell'Europa del XVII secolo.

## Barocco e Sarmatismo

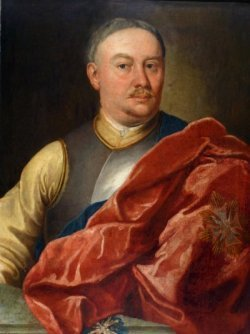
Ritratto di Jakub Narzymski di Szymon Czechowicz, 1738

Il Barocco polacco fu influenzato dal Sarmatismo, la cultura della nobiltà polacca (szlachta). Il Sarmatismo divenne profondamente influenzato dallo stile barocco e produsse una mescolanza unica di stili orientali e occidentali. "Oriente" si riferisce qui alla cultura orientale dell'Impero ottomano, non alla cultura ortodossa del Granducato di Mosca. Quelle influenze orientali scaturivano da una vasta frontiera condivisa dalla Polonia con l'Impero ottomano e dalle frequenti invasioni che ne derivavano.
Il pensiero sarmatista aveva lodato l'esistenza idilliaca della campagna, e la liberale Libertà dorata della nobiltà, che si ergeva contro il potere assoluto della monarchia. Il Sarmatismo sottolineava la prodezza militare che risaliva ai tempi in cui la szlachta emerse per la prima volta dalla classe dei cavalieri; e i suoi valori religiosi, entrambi associati alla missione storica del popolo polacco come bastione della Cristianità. I nobili sarmatisti si sentivano superiori perfino alla nobiltà delle altre nazioni, che consideravano non libera e quasi schiavizzata dai suoi sovrani (secondo la costituzione polacca, il re era solo un "uguale tra uguali"). Con il passare del tempo, tuttavia, gli ideali del Sarmatismo si corruppero. Verso l'epoca dell'Illuminismo in Polonia nel XVIII secolo, il sarmatismo era spesso considerato un relitto retrogrado e ultraconservatore del passato – un opposto del progresso, che stava conducendo il paese alla sua caduta.
Su un piano più materiale, le influenze orientali erano visibili nell'abbigliamento, nelle armi e nelle decorazioni dei nobili. Il nuovo costume polacco era basato sulla veste dell'Impero ottomano, che si diffuse dalla nobiltà ai residenti nelle città e ai contadini. Un nobile polacco indossava indumenti simili a lunghe vesti come lo żupan, la delia e il kontusz, spesso rivestiti di stoffe costose, muniti di una cintura con fusciacca (pas kontuszowy) e accessoriati con stivali alti fino al ginocchio di cuoio morbido. I cavalli arabi erano comuni nella cavalleria polacca. Durante il XVII secolo divenne popolare radersi la testa alla maniera tartara. Il simbolo della classe nobile era l'arma con la lama ricurva, la szabla, un incrocio tra la sciabola e la scimitarra. Anche pugnali, foderi, tappeti, elmetti, selle, kim, stuoie, arazzi e ricami ottomani erano comuni: quello che non era acquistato dal commercio veniva come bottino dai molti conflitti militari lungo il confine meridionale dell'Unione. Il maniero (dwór, dworek) del nobile polacco era decorato con trofei di guerra di questo genere. Alcuni articoli di lusso erano di produzione domestica, spesso imitando lo stile orientale; la maggior parte erano importati dall'Occidente via Danzica (Gdańsk) o dall'Oriente. Ostentare la propria ricchezza era importante, e le occasioni non mancavano mai: dall'onomastico del santo patrono ai matrimoni e ai funerali, tutti questi eventi erano onorati in maniera stravagante. Durante questo periodo nacque un'arte distintiva di ritratti su bare.

## Controriforma

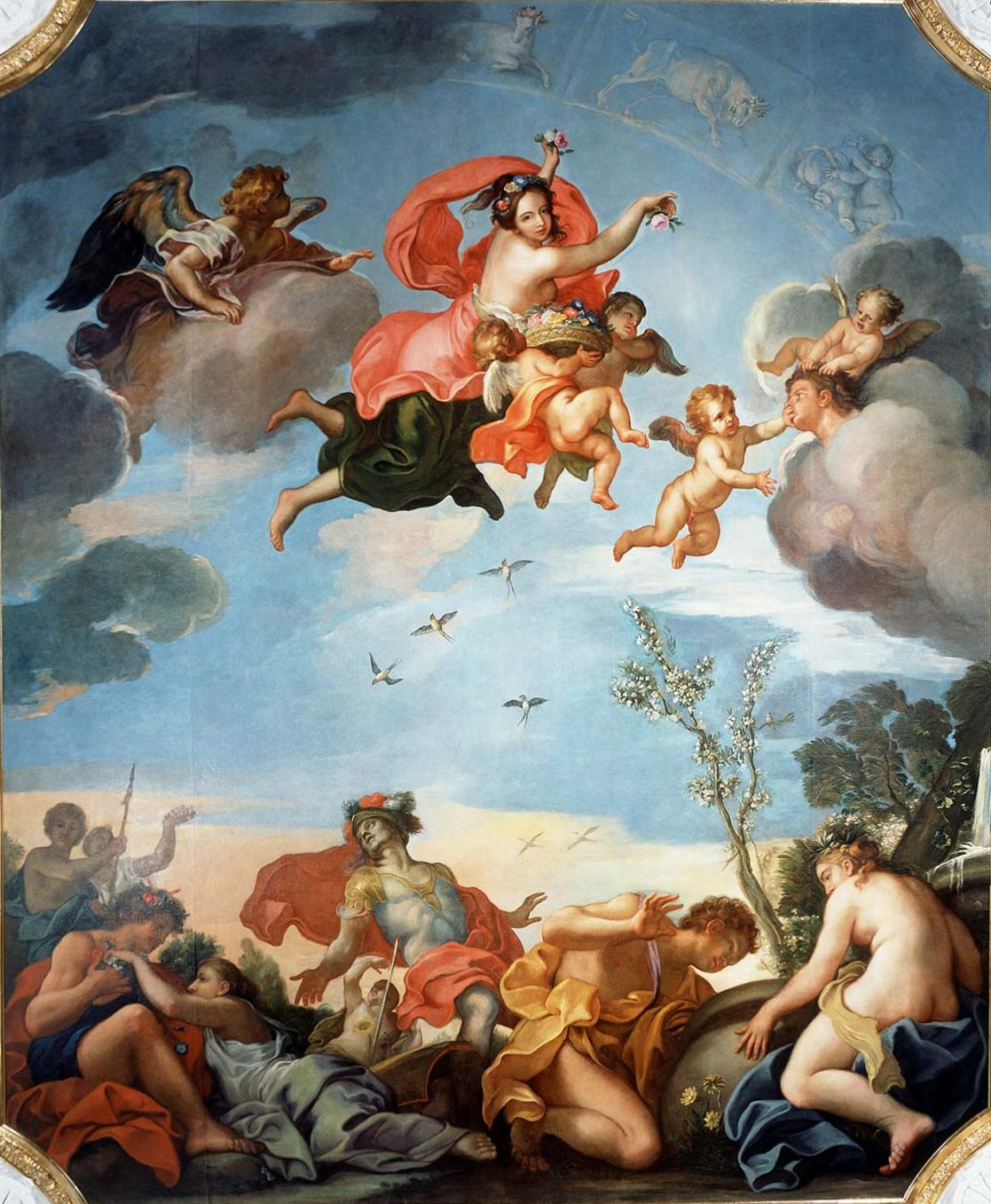
Soffitto Allegoria della Primavera di Jerzy Siemiginowski-Eleuter, anni 1680

La Chiesa cattolica romana diventò uno dei maggiori patroni delle arti; un altro fu la casa reale, il cui patronato era particolarmente visibile nella nuova capitale di Varsavia. Là il pio re cattolico Sigismondo III Vasa sponsorizzò molte costruzioni sacre barocche. Nella sua prima fase, l'architettura ecclesiastica barocca fu associata primariamente all'Ordine dei Gesuiti, che arrivò in Polonia nel 1564, come parte della Controriforma, una tendenza che lungo il secolo successivo avrebbe trionfato in Polonia. I Gesuiti fondarono chiese e scuole in molte delle principali città, prevalendo lentamente sui centri ducativi protestanti a Thorn (Toruń), Danzica ed Elbing (Elbląg), e Leszno (dove era ubicata la scuola di Comenio dei Fratelli boemi). La vittoria finale della Controriforma in Polonia sarebbe stata alla fine una delle ragioni che avrebbero contribuito alla sua stagnazione culturale.

## Architettura
I primi edifici barocchi furono spesso progettati da architetti stranieri (molto spesso, Italiani). La prima struttura barocca dell'Unione polacco-lituana fu la chiesa del Corpus Domini a Nieśwież (ora in Bielorussia). Il primo edificio barocco dell'odierna Polonia fu la chiesa dei Santi Pietro e Paolo a Cracovia di Giovanni Battista Trevano. La popolazione ebraica in questo periodo era grande e prospera, e molte belle sinagoghe polacche furono costruite in stile barocco. Una manciata di questi edifici sopravvivono, inclusa la Sinagoga di Włodawa. 
Anche l'architettura secolare barocca si espanse. Il Castello reale di Varsavia fu ricostruito tra il 1596 e il 1619 dagli architetti italiani Giacomo Rotondo, Matteo Castelli e Jan Trevano. Fuori dal Castello, una colonna con la statua di re Sigismondo, scolpita da Clemente Molli e gettata da Daniel Tym, fu eretta da suo figlio, Ladislao IV Vasa, nel 1644. Il Parco Ujazdowski con un nuovo palazzo, il Palazzo di Ujazdów, fu costruito da Trevano fra il 1619 e il 1625. Il Palazzo di Ujazdów fu presto messo in ombra dal Palazzo di Wilanów, eretto da Giovanni III Sobieski tra il 1677 e il 1696. Lo stile di quelle nuove residenze reali fu presto imitato da numerosi magnati che non volevano rimanere indietro rispetto ai tempi, portando a numerose residenze barocche che spuntavano in tutta la campagna polacca, come Kruszyna (1630, costruita per il voivoda Kasper Doenhoff), Łańcut (1629–1641, ricostruita per Stanisław Lubomirski), Wiśnicz (1616–1621, anche per Stanisław Lubomirski), Ujazd (Krzyżtopór, costruita nel 1628–1644 per Krzysztof Ossoliński).

### Esempi eminenti dello stile barocco

Castelli
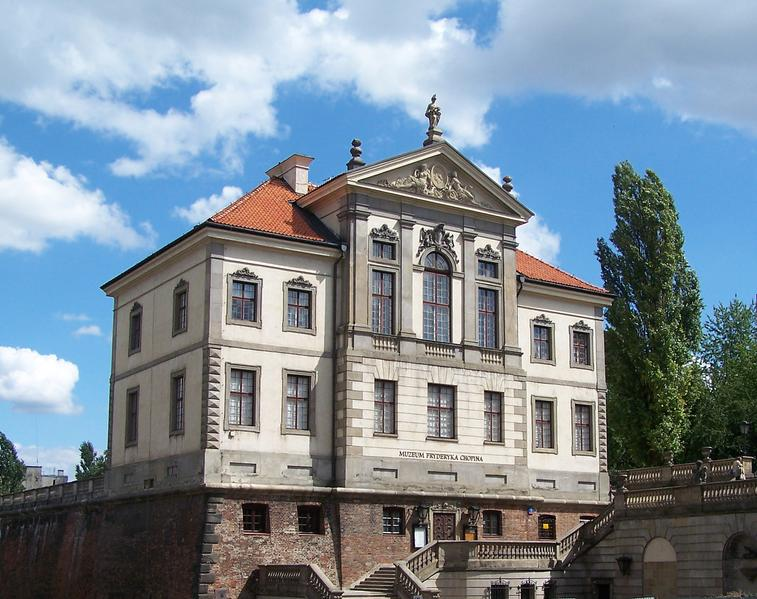
Varsavia
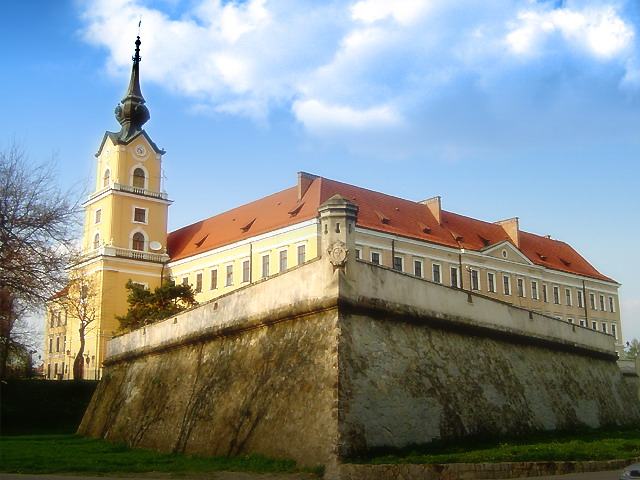
Rzeszów
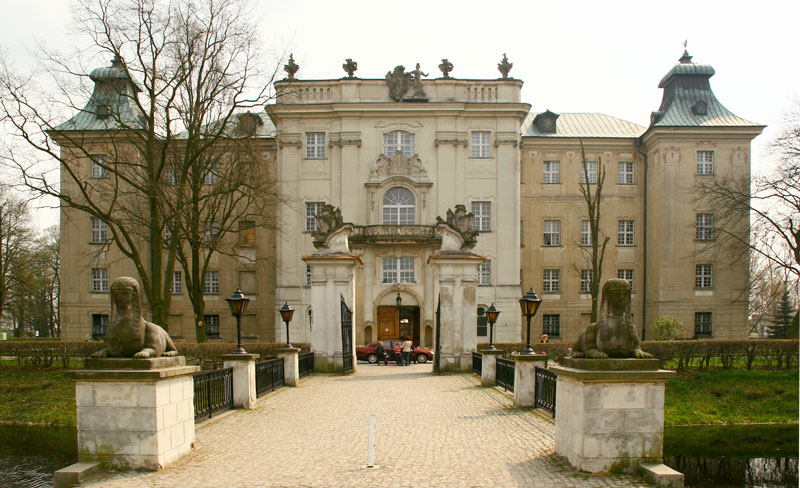
Rydzyna
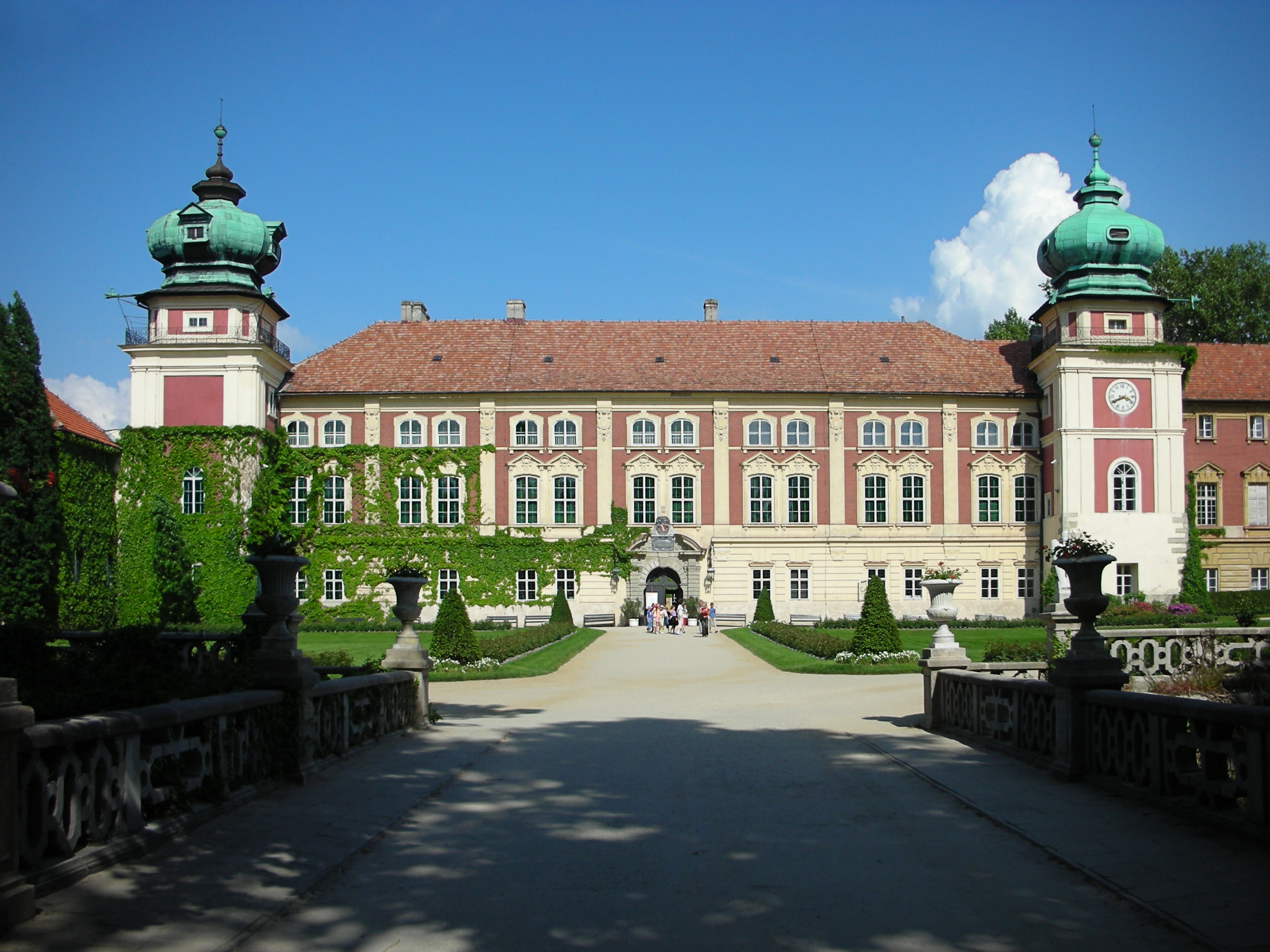
Łańcut

Caseggiati
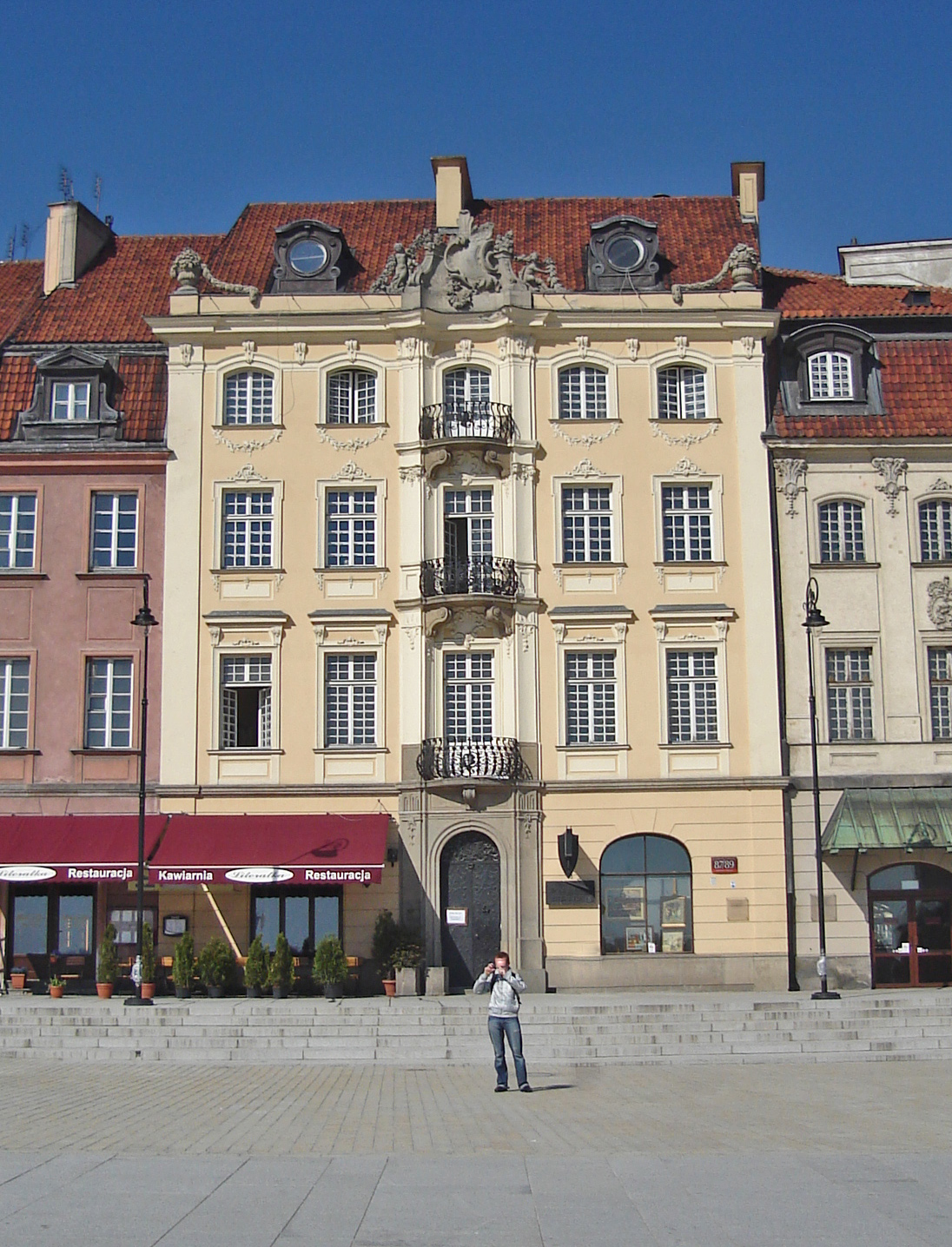
Varsavia
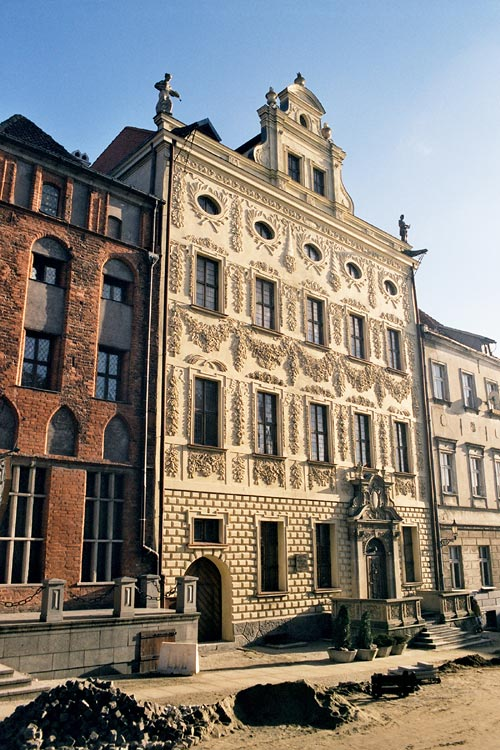
Toruń
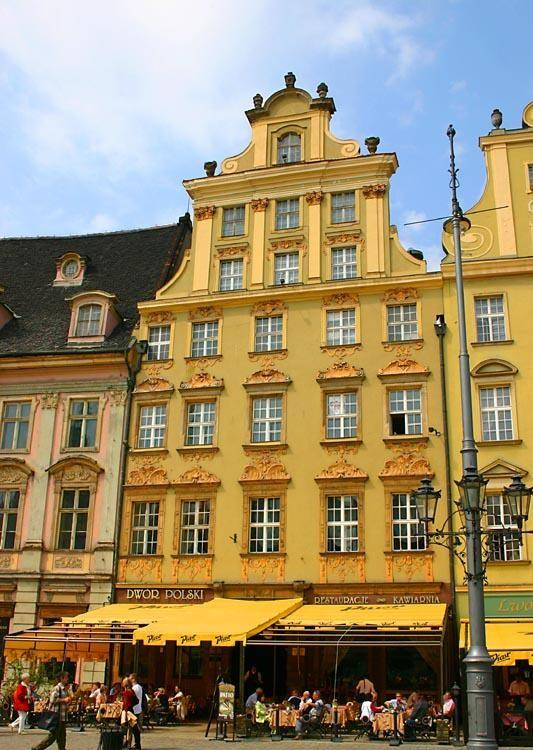
Breslavia
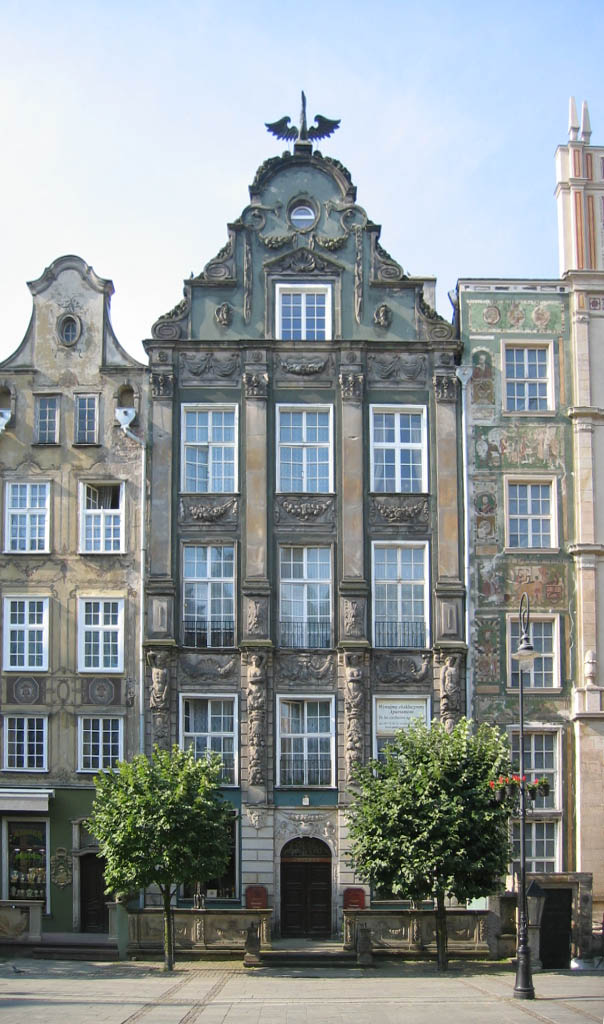
Danzica

Judaica
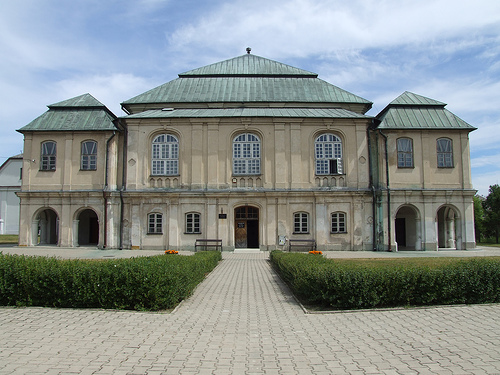
Włodawa
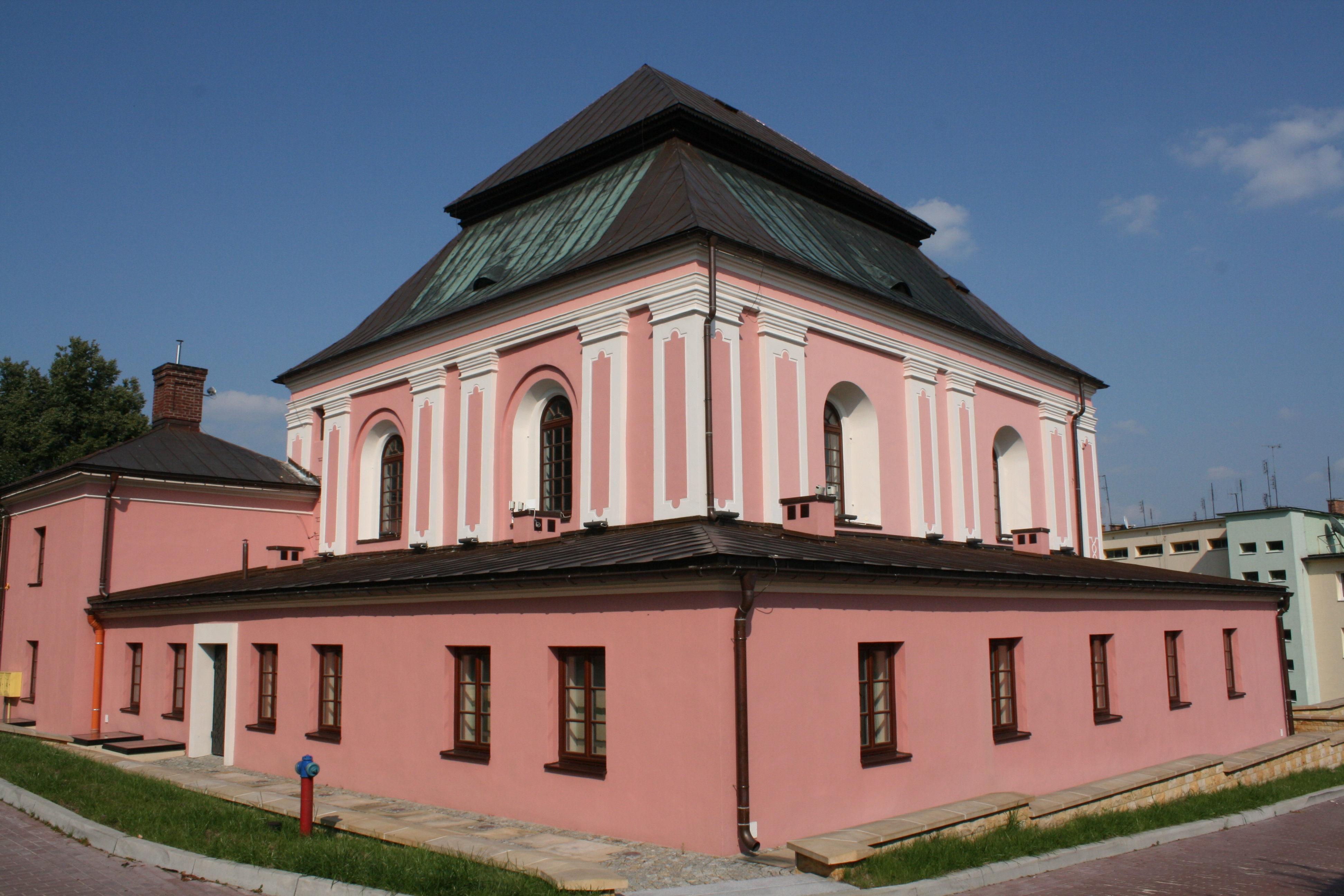
Szczebrzeszyn
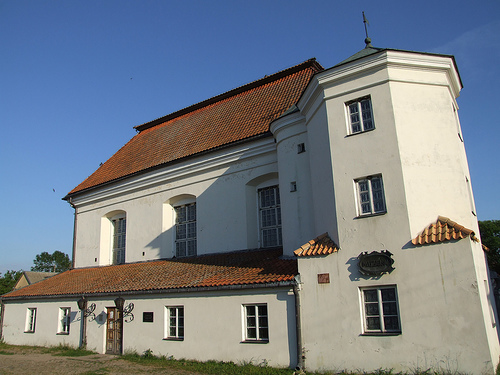
Tykocin
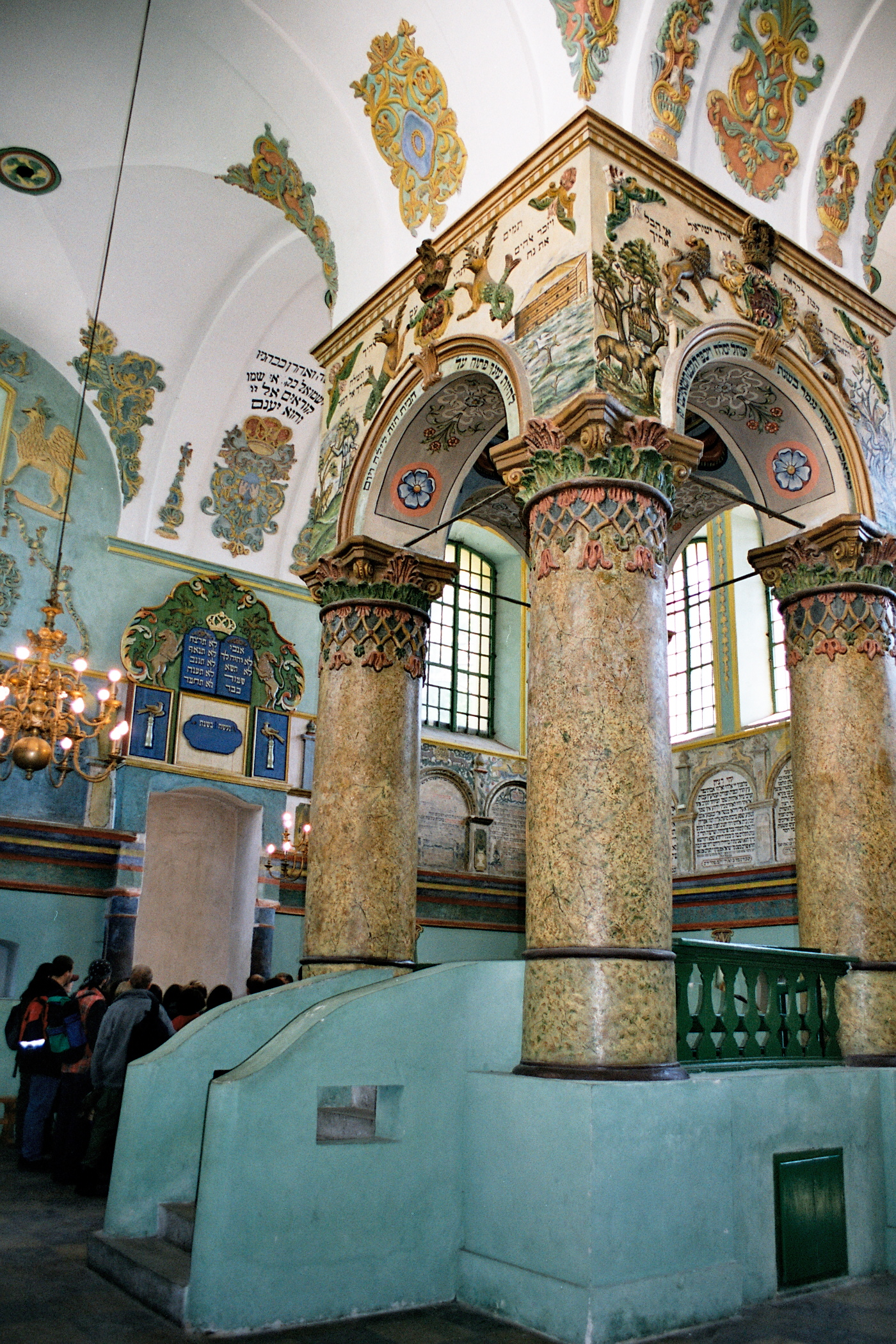
Łańcut

Chiese
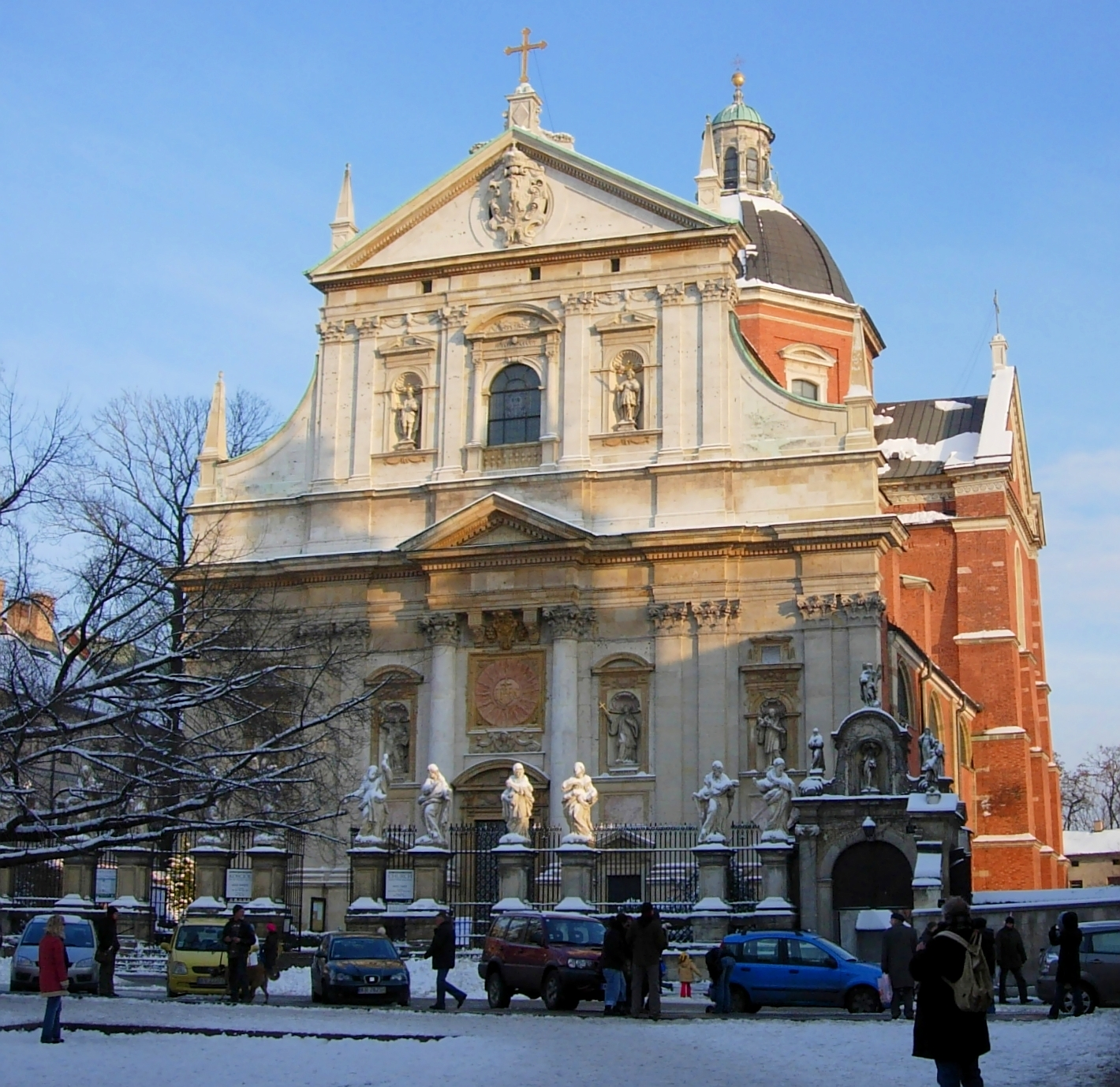
Chiesa dei Santi Pietro e Paolo, Cracovia
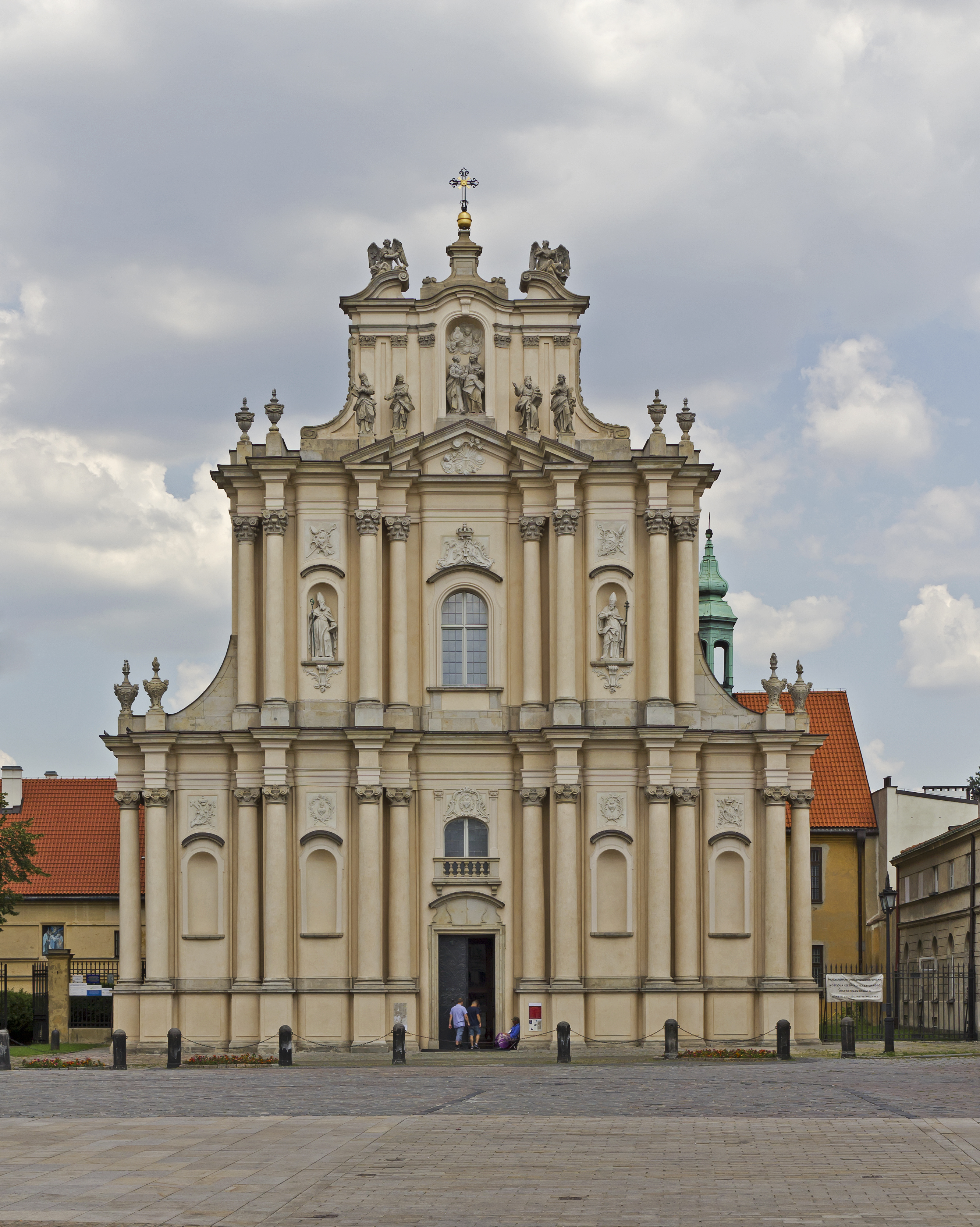
Chiesa della Visitazione, Varsavia
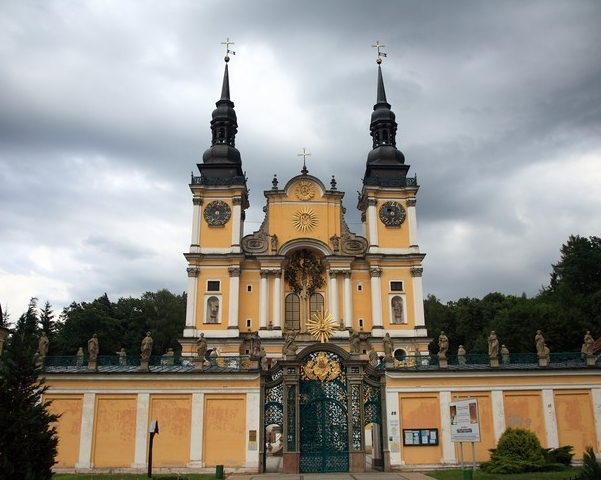
Basilica della Visitazione della Beata Vergine Maria, Święta Lipka (gmina di Reszel)
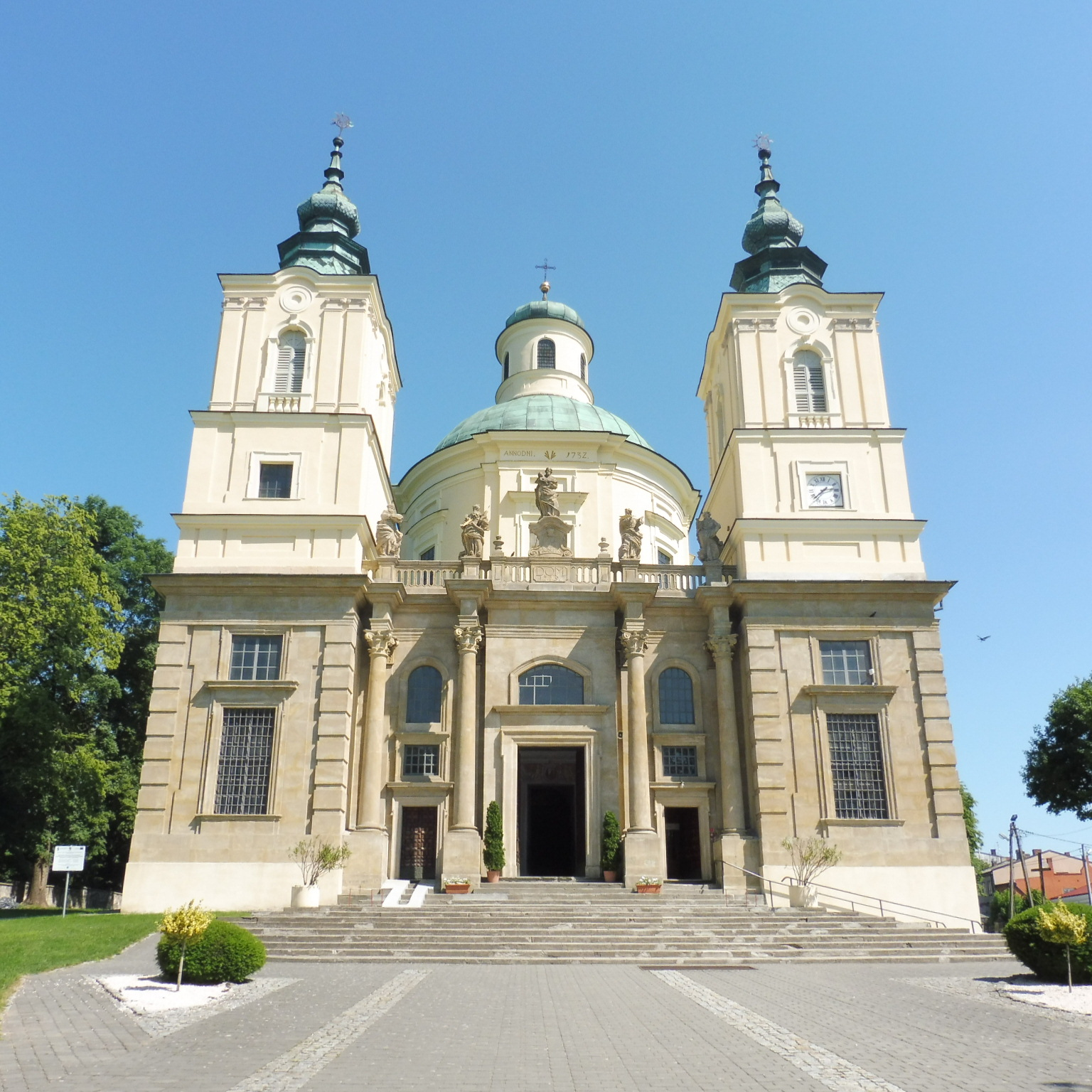
Chiesa di San Giuseppe, Klimontów
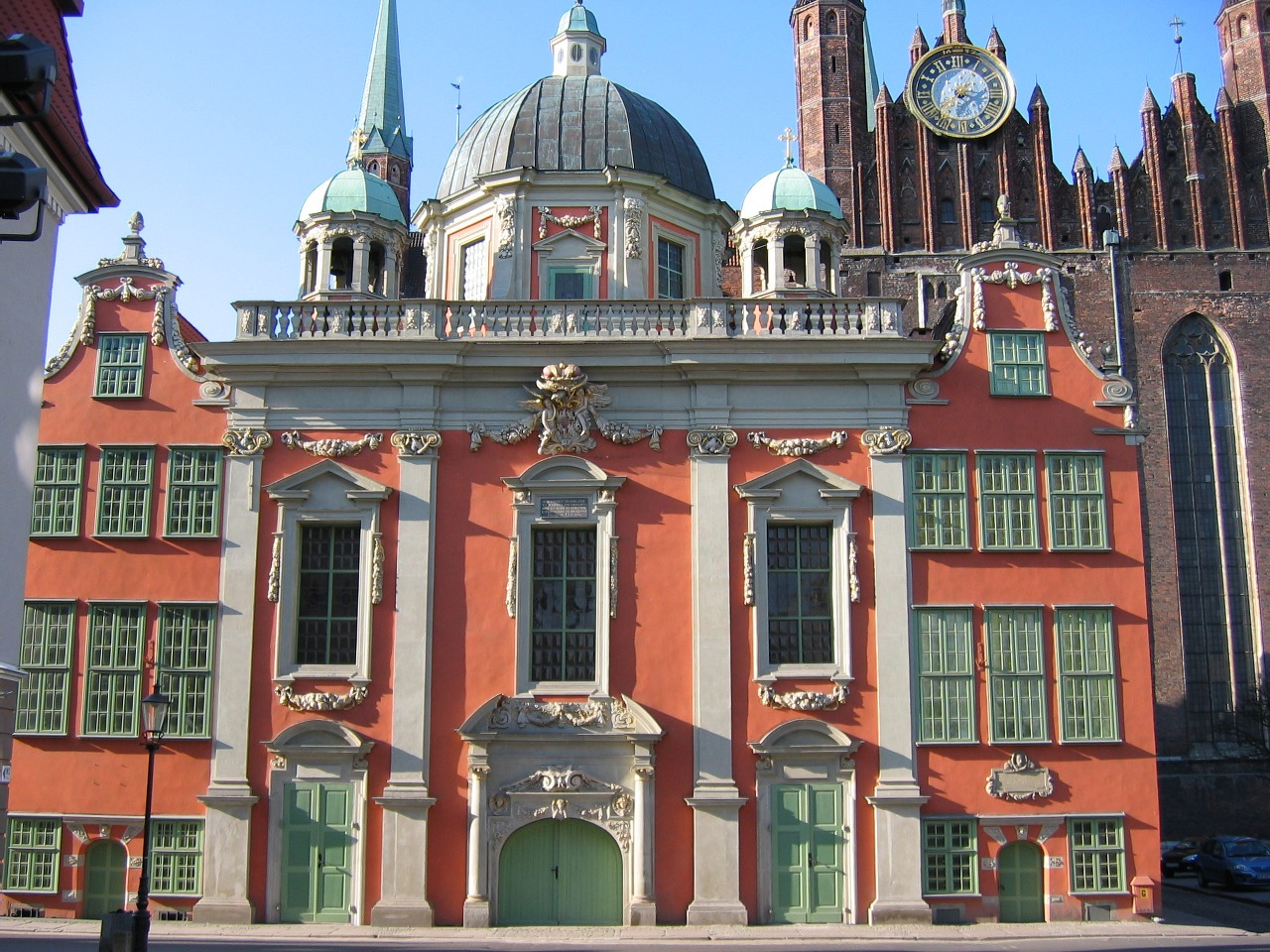
Cappella Reale di Tylman van Gameren, Danzica
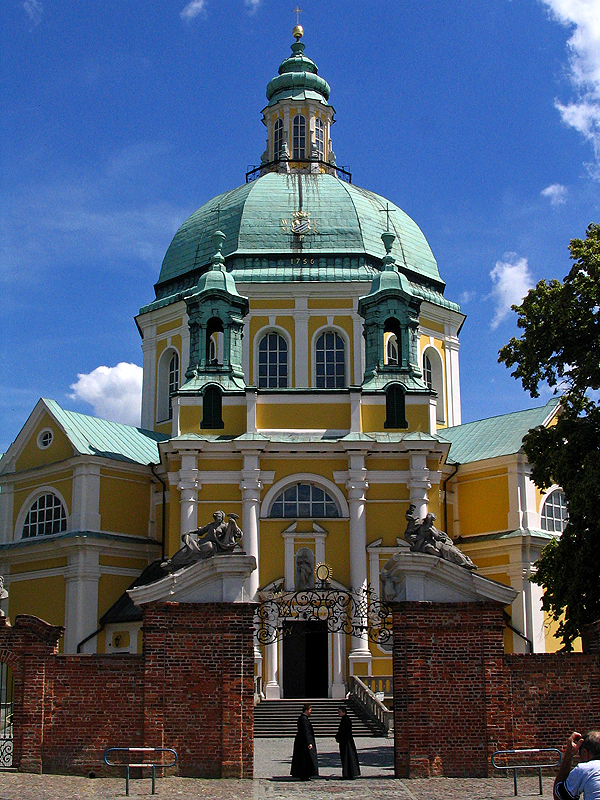
Basilica sulla Santa Montagna, Głogówko
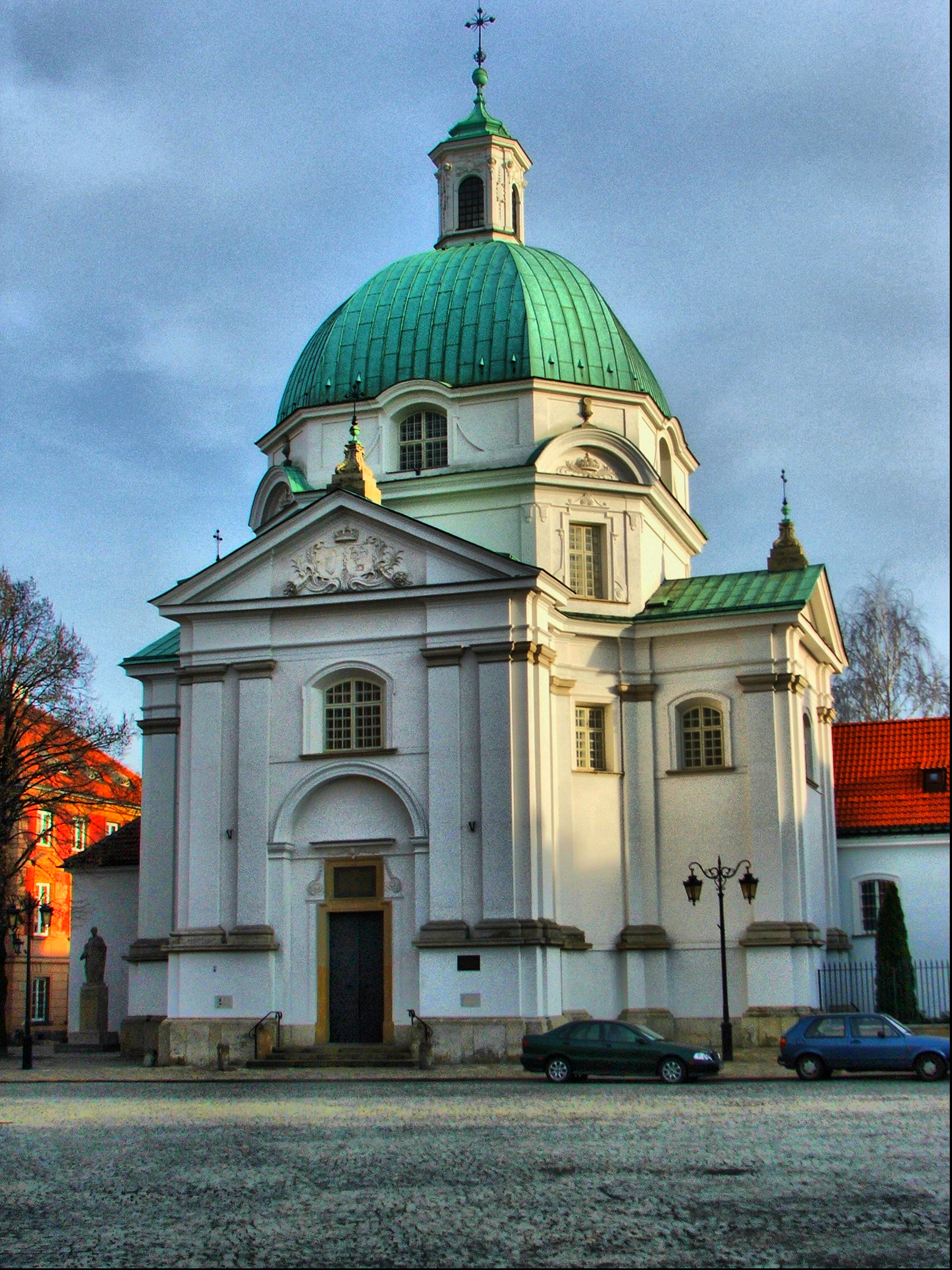
Chiesa di San Casimiro, Varsavia
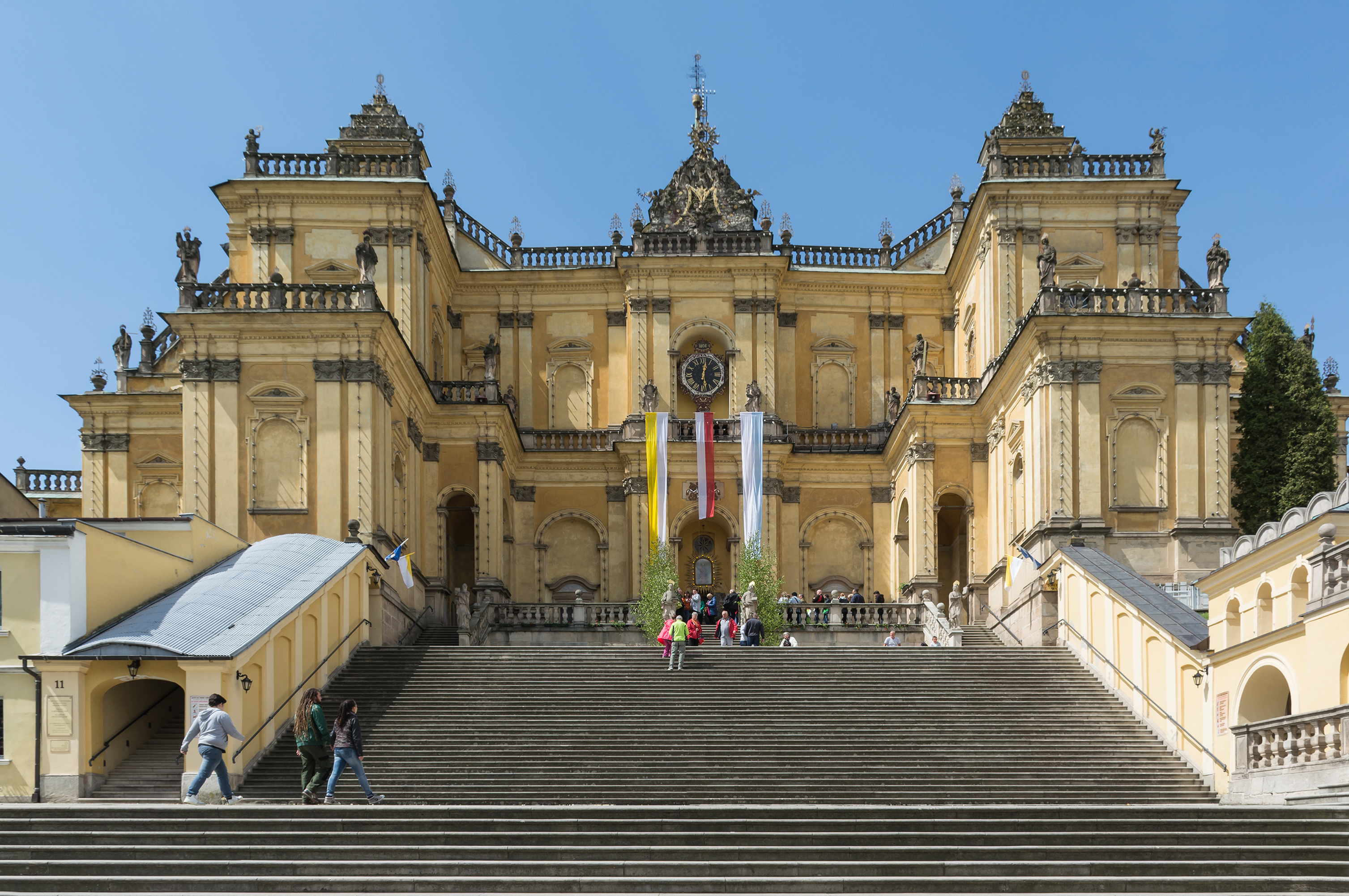
Basilica della Visitazione della Nostra Signora, Wambierzyce

Palazzi
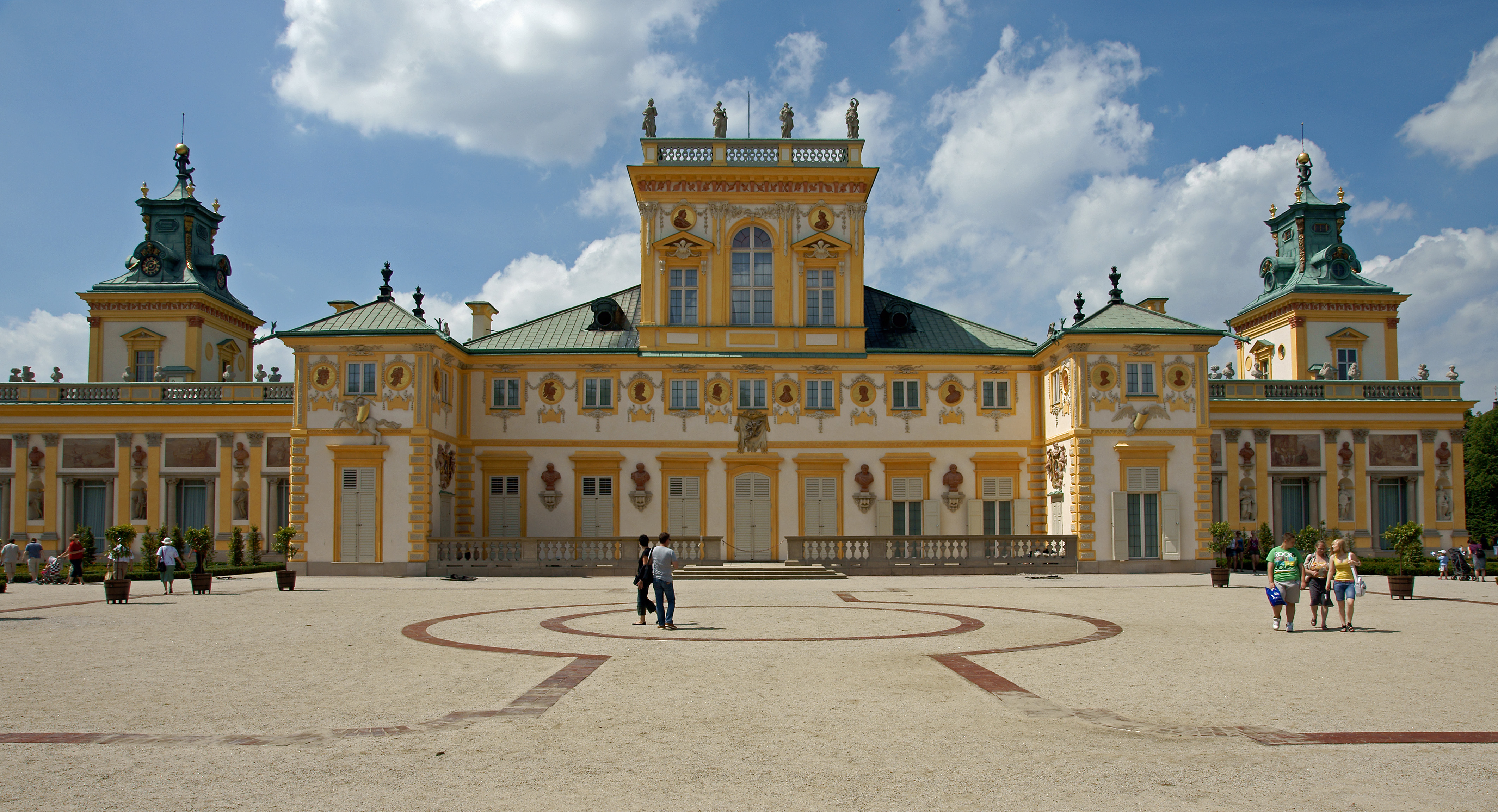
Varsavia
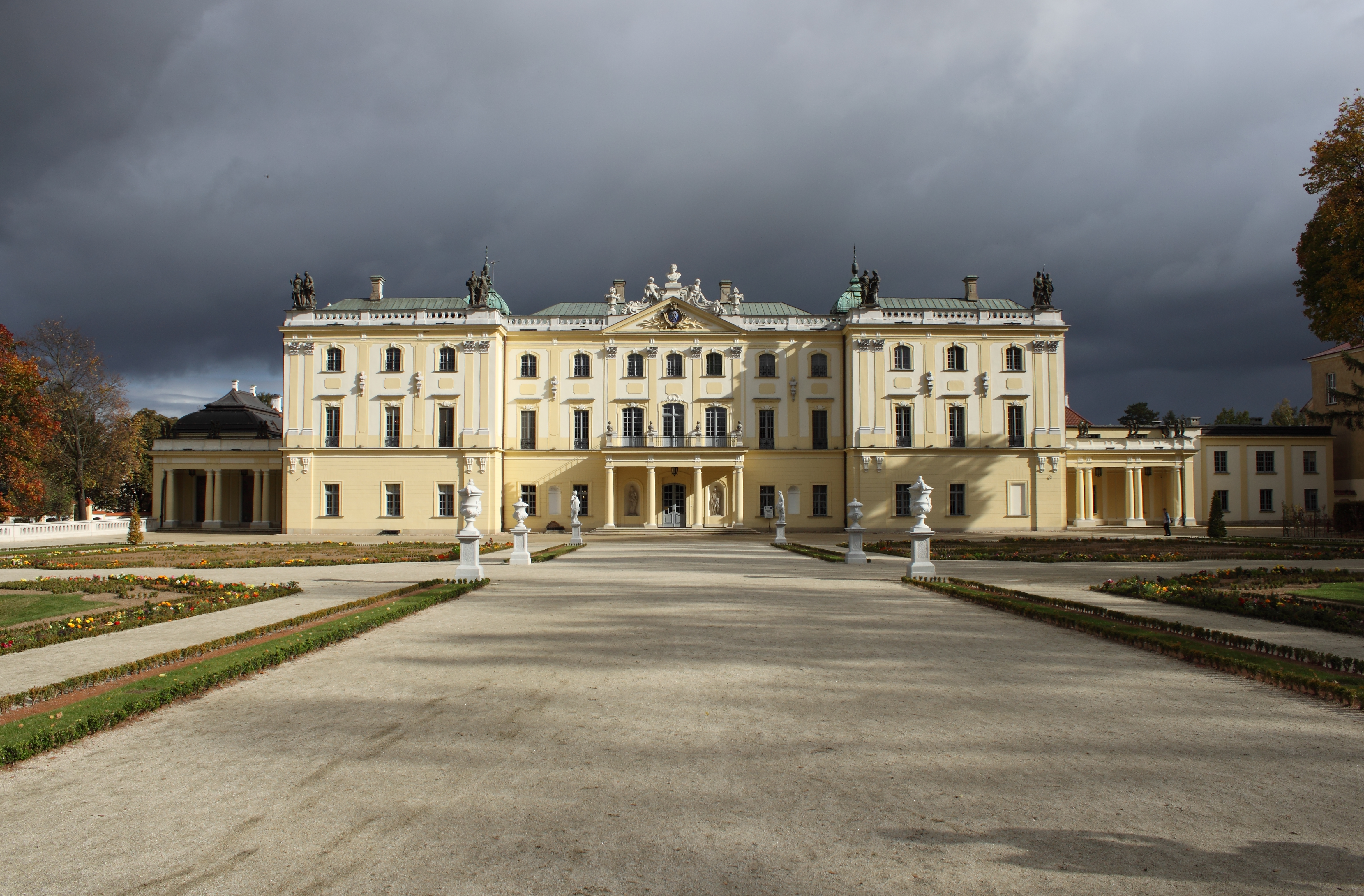
Białystok
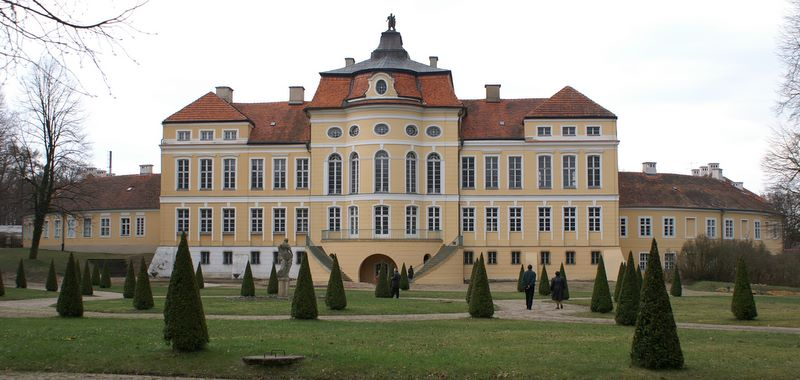
Rogalin
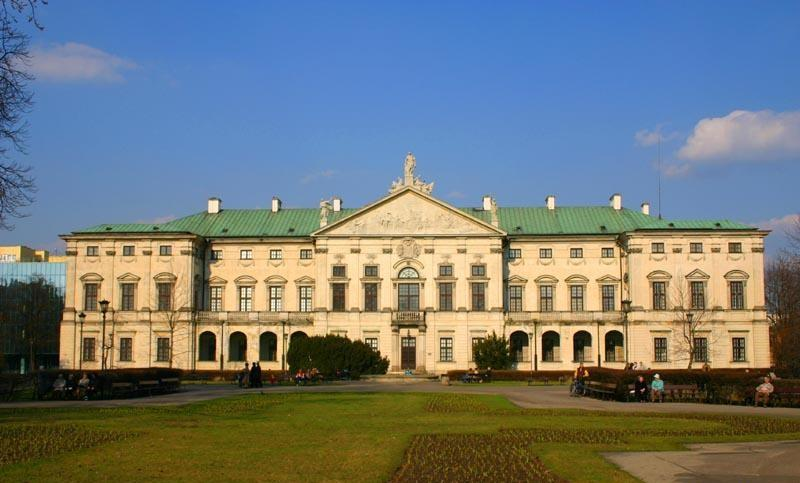
Varsavia
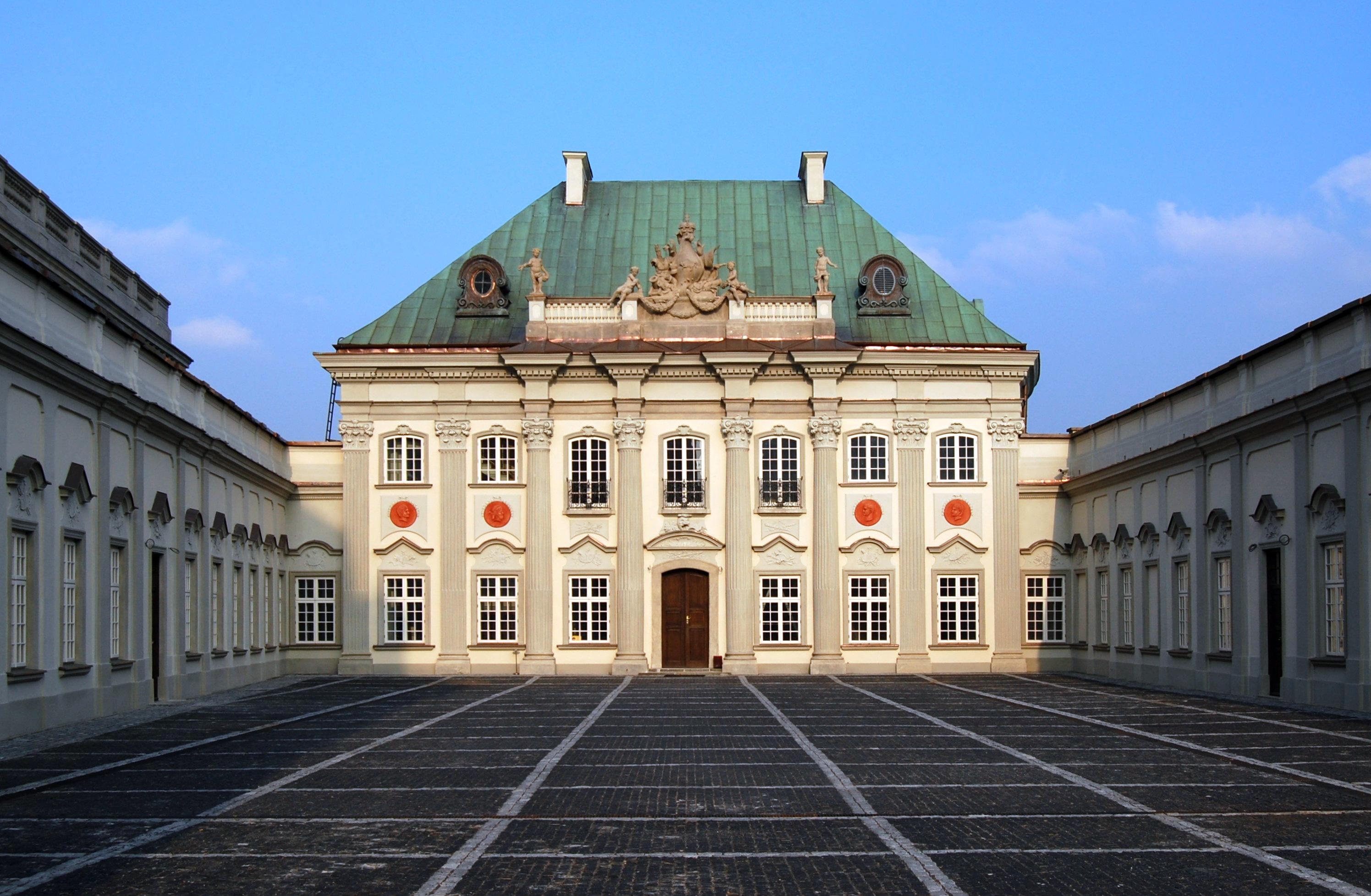
Varsavia
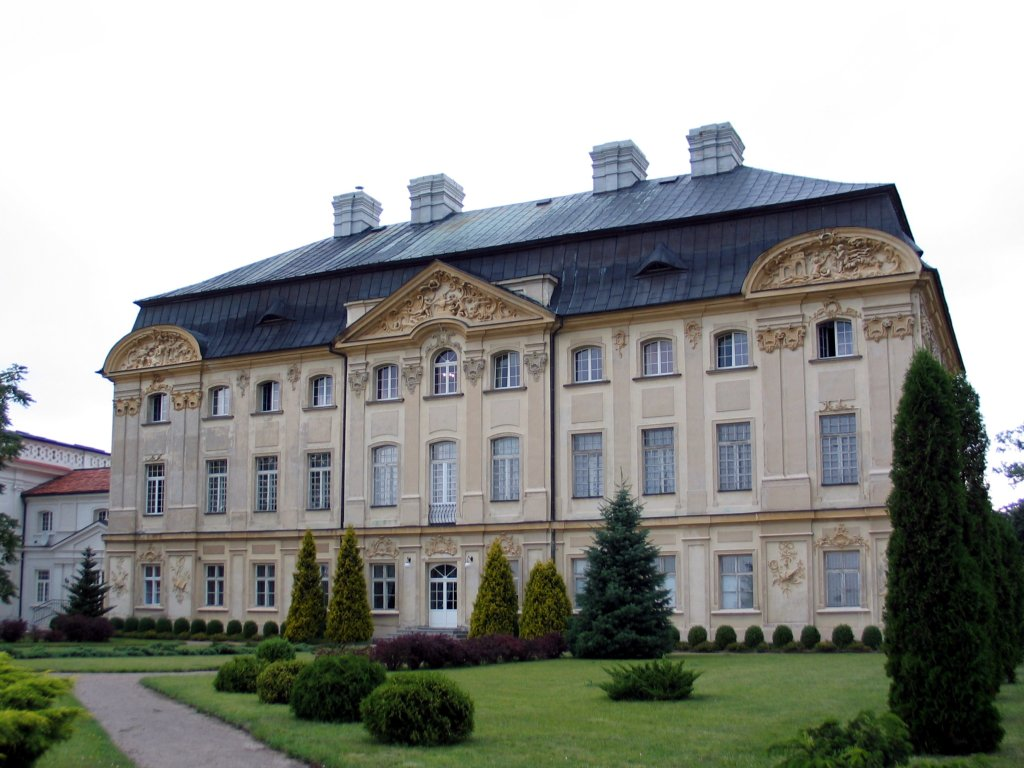
Ciążeń
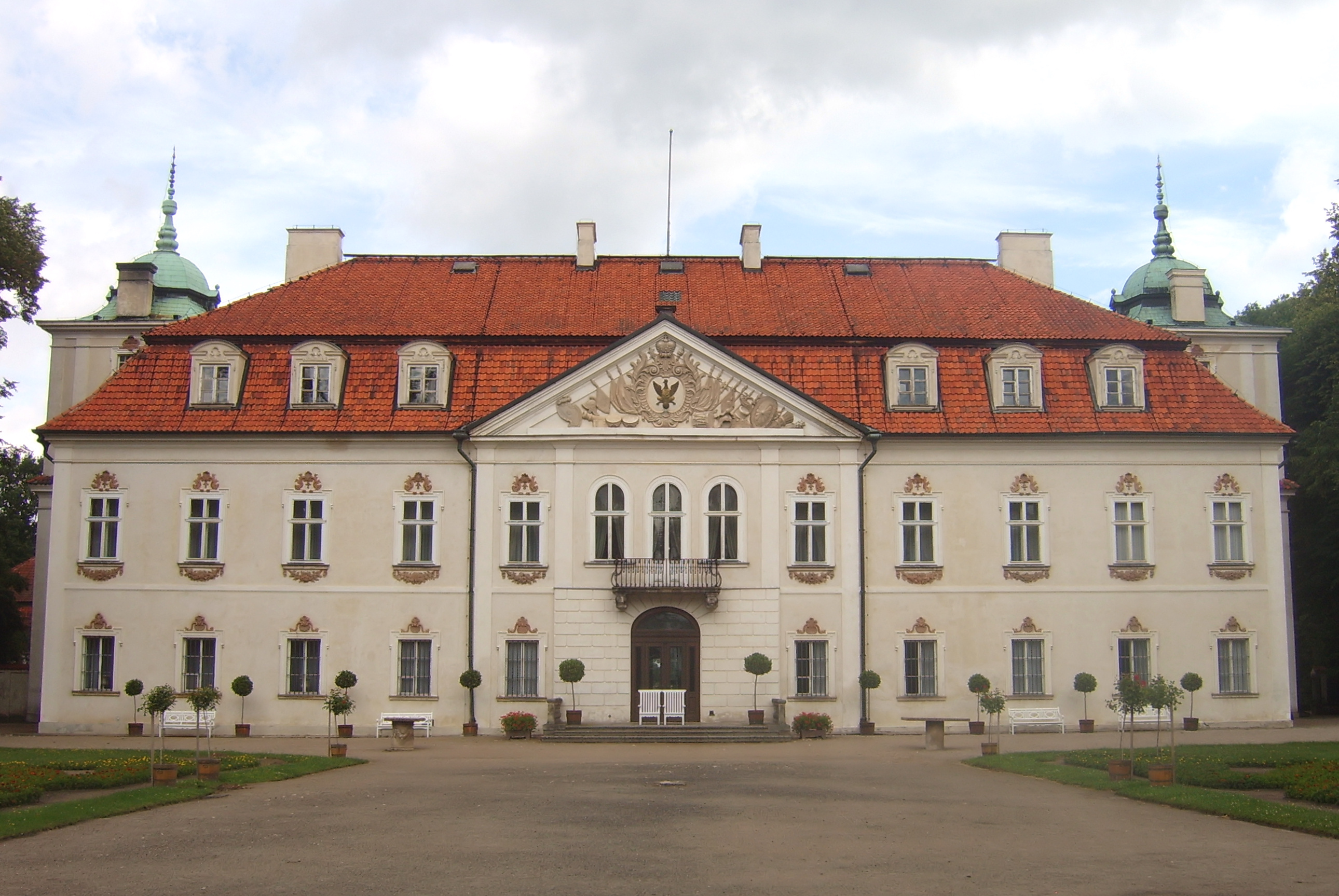
Nieborów
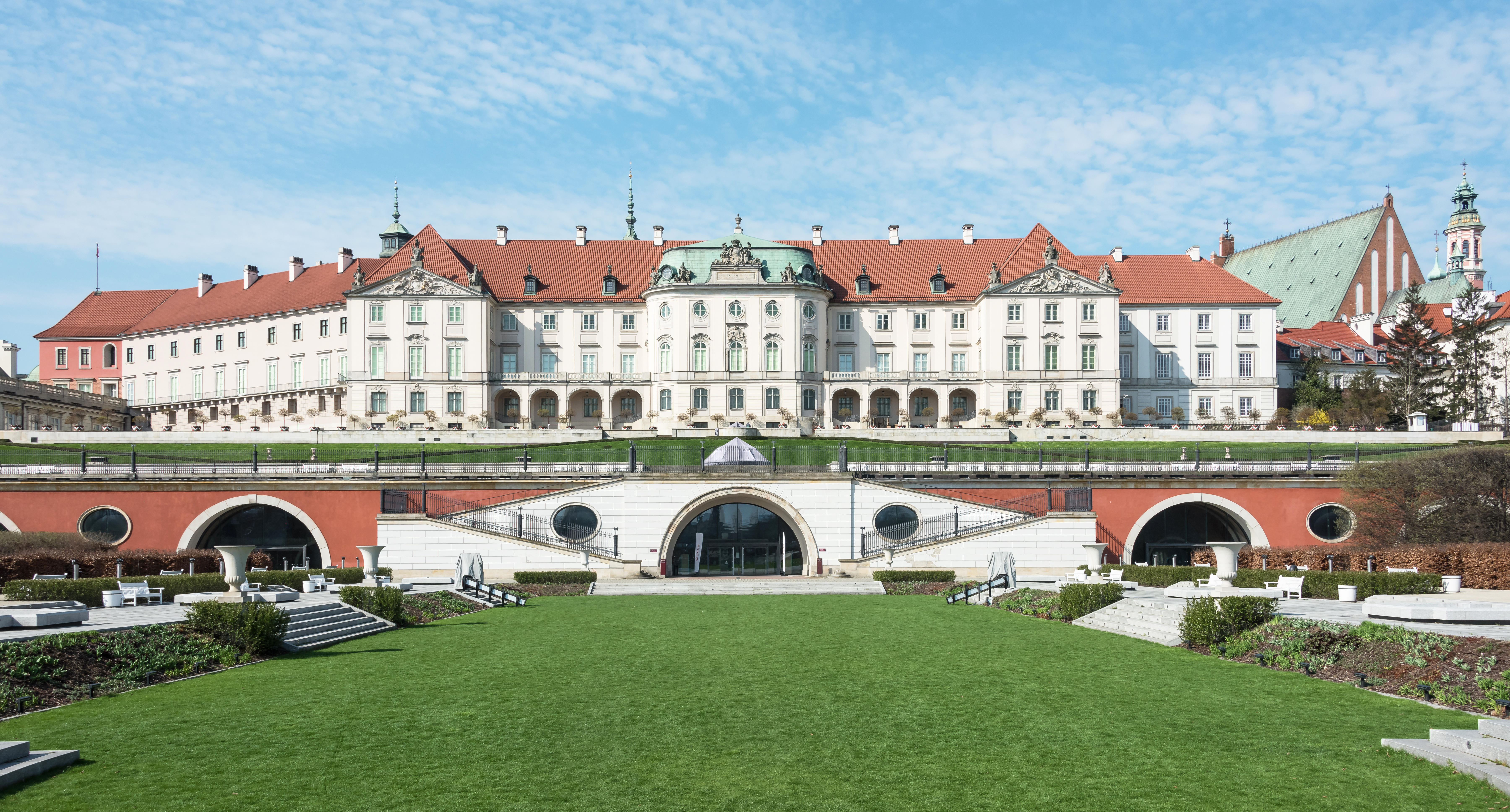
Varsavia

- Castelli
- Varsavia
- Rzeszów
- Rydzyna
- Łańcut

- Caseggiati
- Varsavia
- Toruń
- Breslavia
- Danzica

Interni
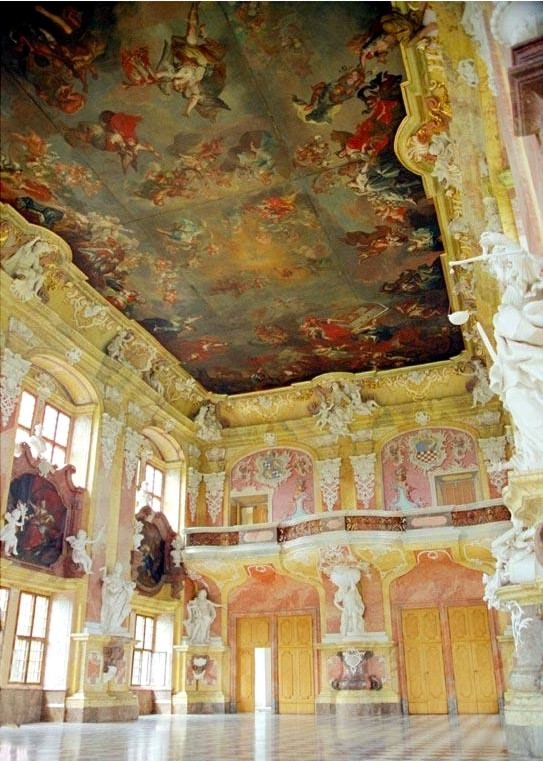
Abbazia a Lubiąż
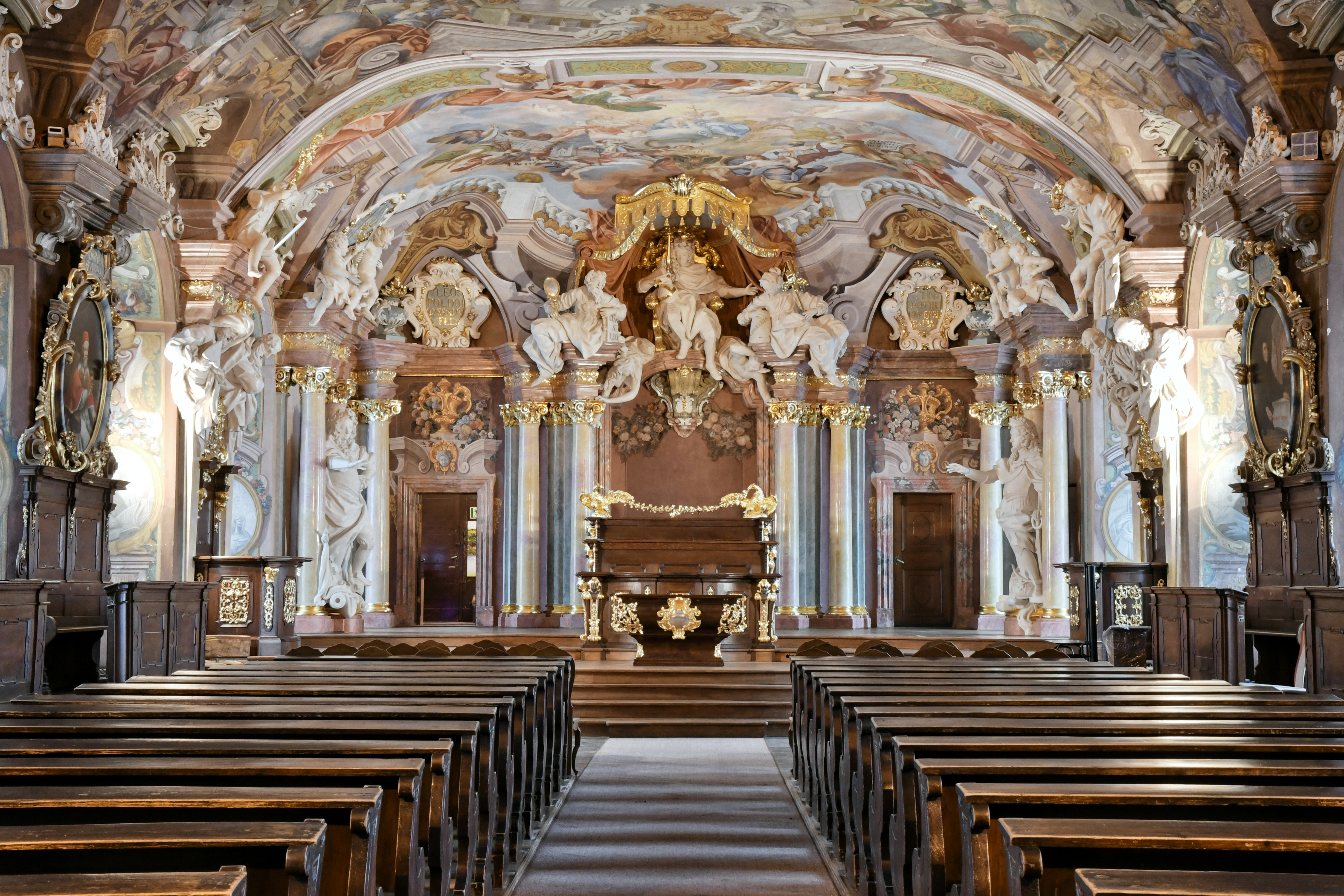
Università Leopoldina a Breslavia
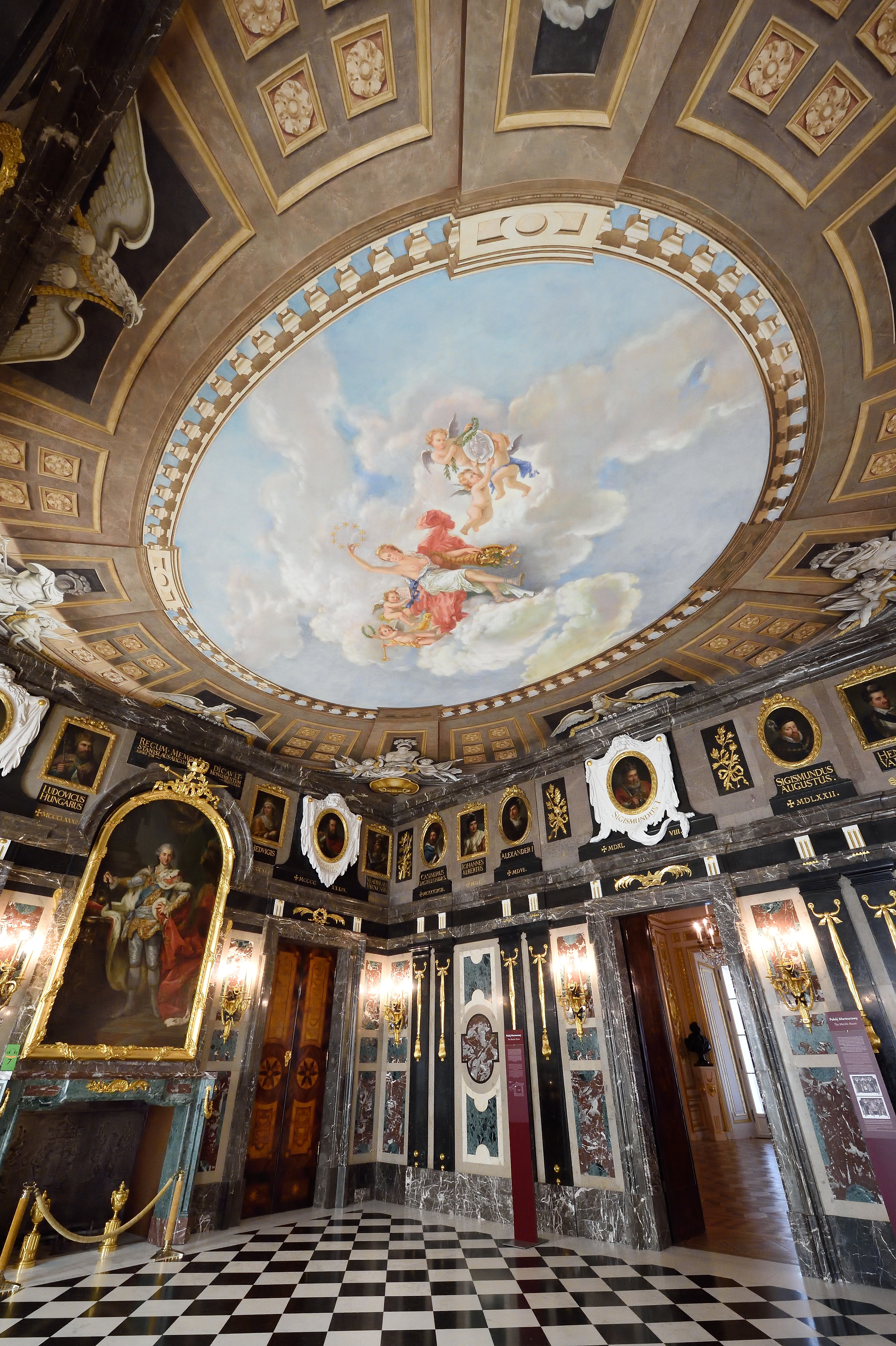
Castello Reale a Varsavia
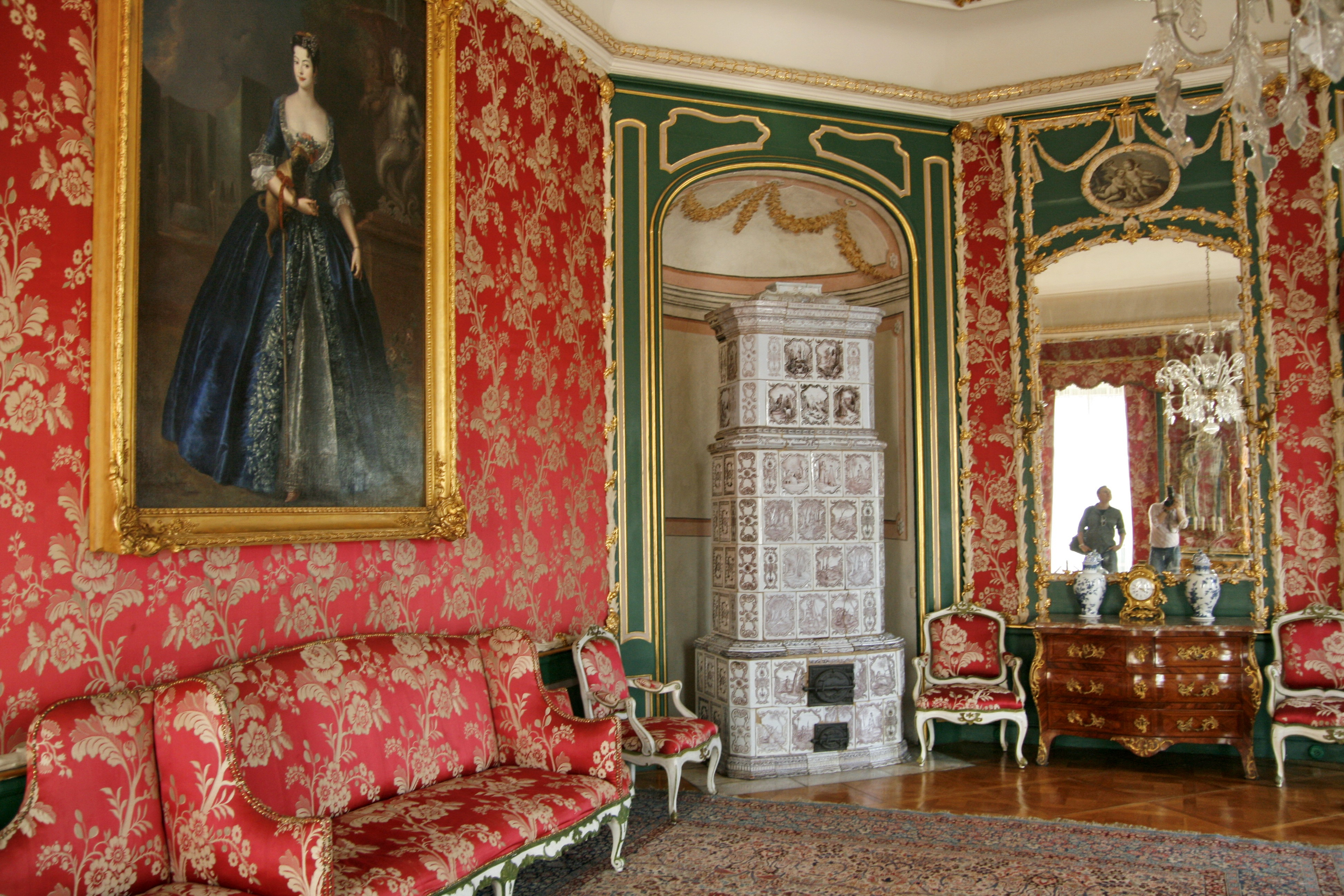
Palazzo a Nieborów

Interni di chiese
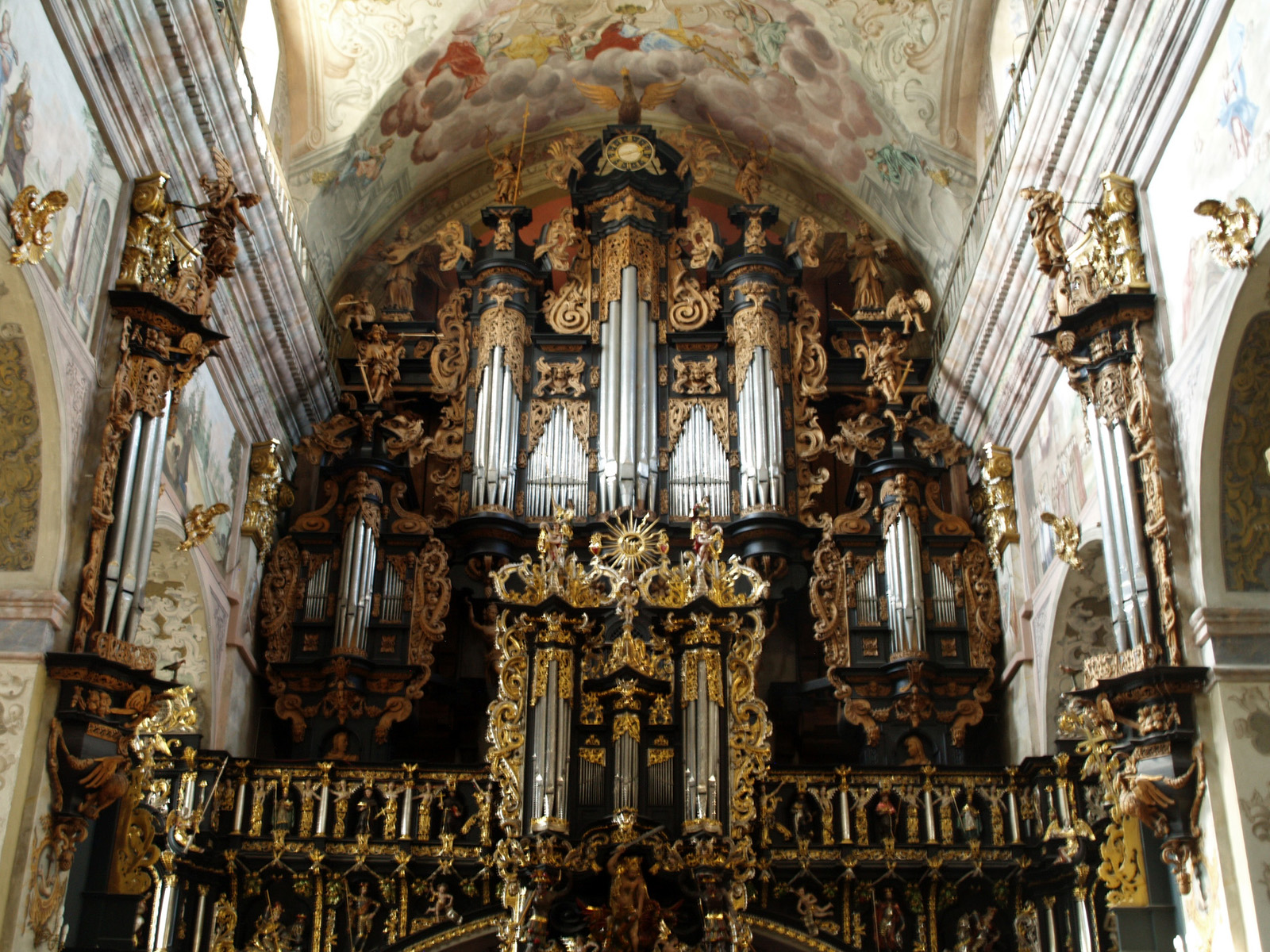
Leżajsk
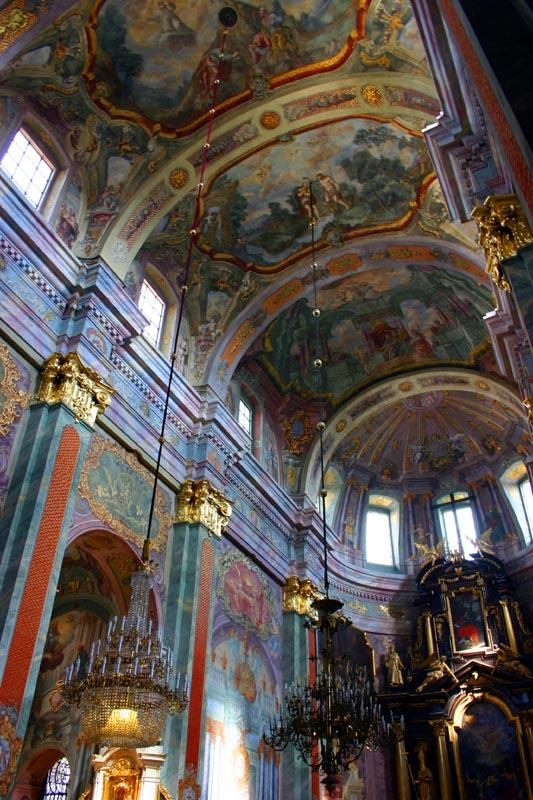
Lublino
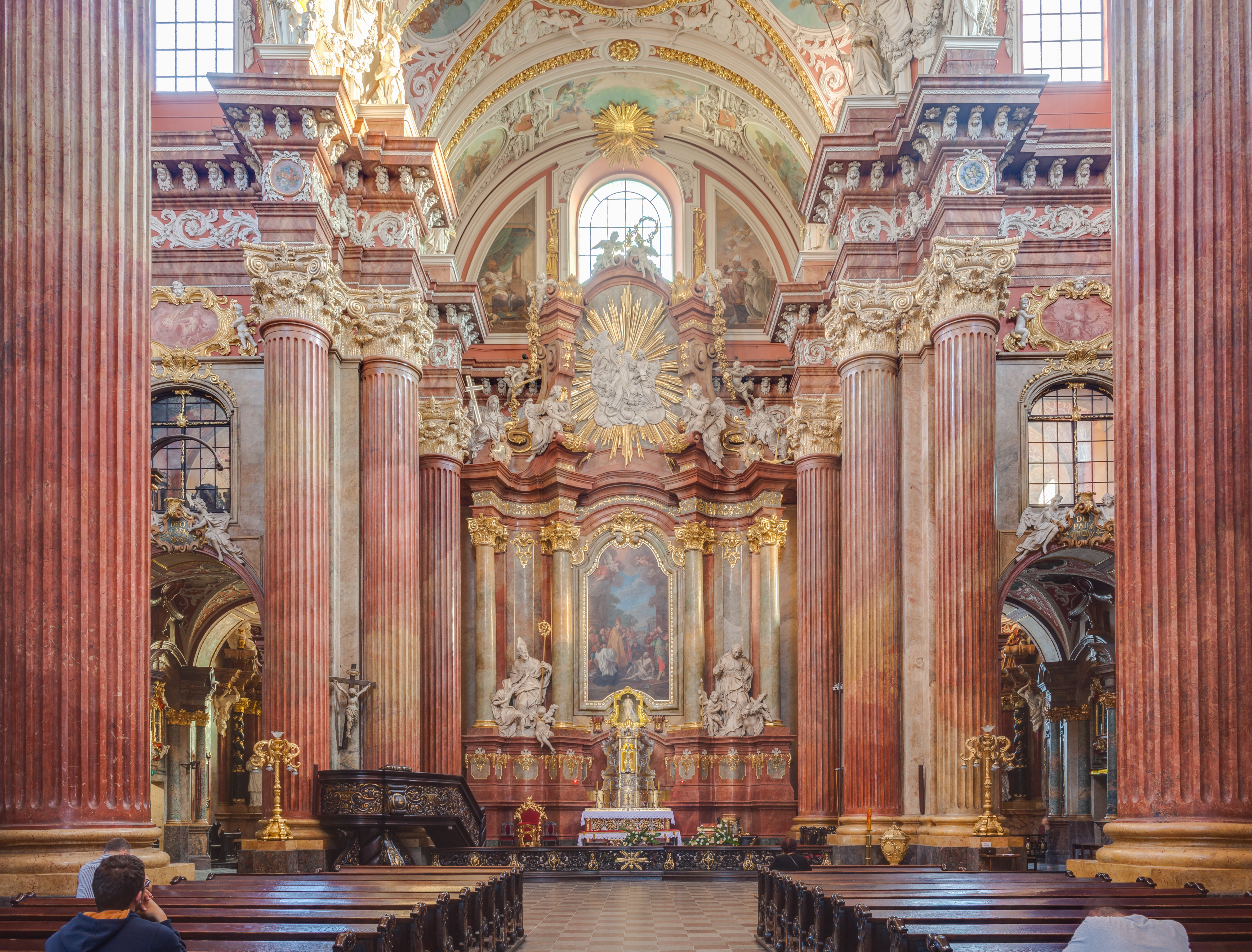
Poznań
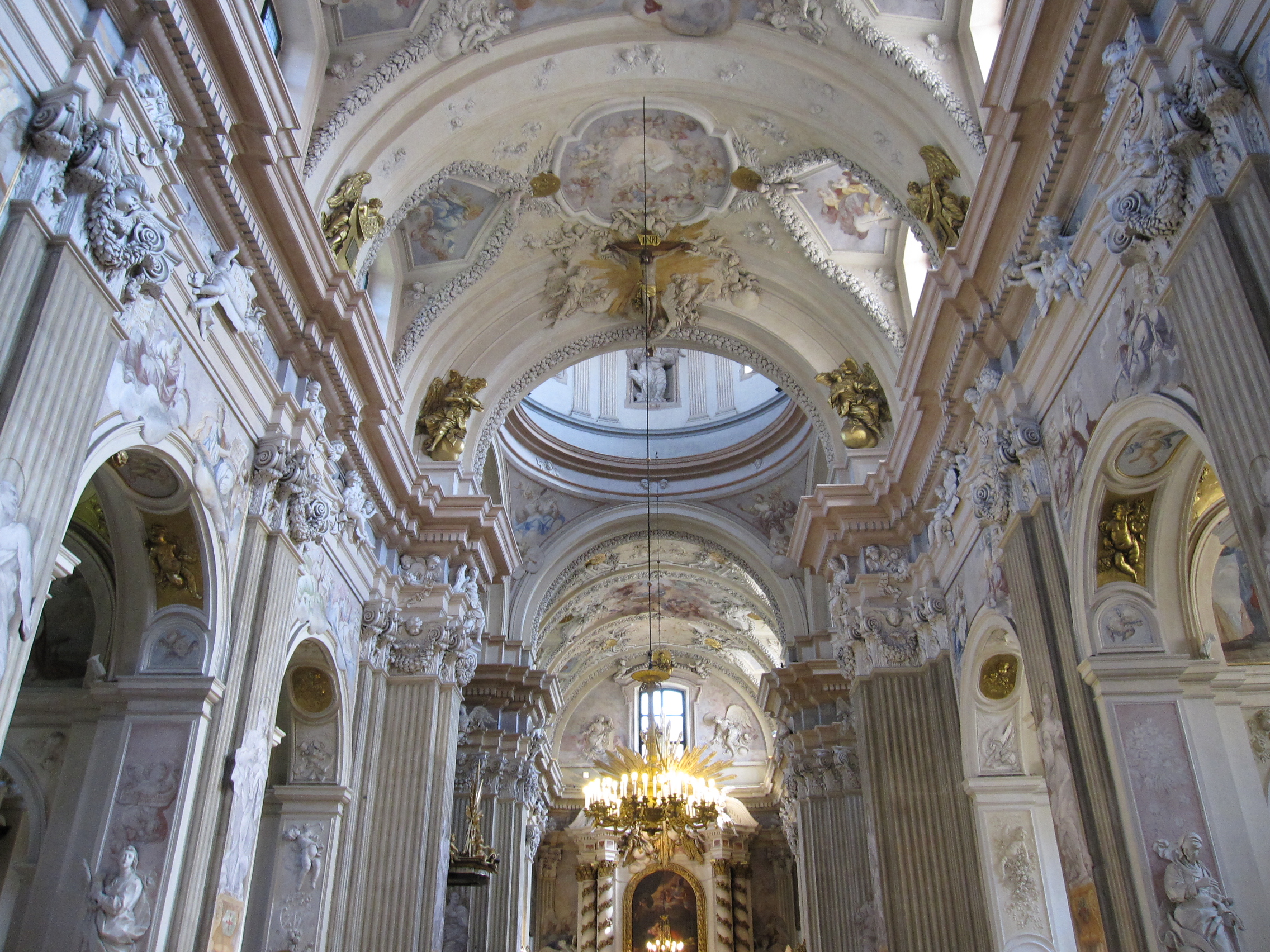
Cracovia

- Judaica
- Włodawa
- Szczebrzeszyn
- Tykocin
- Łańcut